# گورستان والهالا مموریال پارک
گورستان والهالا مموریال پارک (انگلیسی: Valhalla Memorial Park Cemetery) نام یک گورستان در نورث هالیوود، لس‌آنجلس و بربنک، کالیفرنیا است که در سال ۱۹۲۳ ساخته شد. یک بخش از این آرامگاه به نام‌آوران، پیشگامان و مشاهیر هوانوردی اختصاص دارد. برخی از نامداران صنعت سرگرمی و سینما نیز در این مکان به خاک سپرده شده‌اند.
مرقد و نمازخانهٔ این گورستان که با گنبدی از موزائیک‌های رنگی و همچنین تندیس‌هایی از زنانی که آغوش خود را به‌سوی آسمان و بهشت گشوده‌اند، تزئین شده‌است در اصل به‌عنوان ورودی این گورستان ساخته شده بود و یادآور قصر اودین، پروردگار قهرمانان کشته شده اقوام شمال (نورس) است. این گنبد در زمین‌لرزه ۱۹۹۴ نورت‌ریج به‌شدت آسیب دید و دو سال بعد در فهرست اماکن تاریخی ملی قرار گرفت.

## به‌خاک‌سپرده‌شدگان مشهور

### الف
- ادوین آگوست، بازیگر، کارگردان، فیلم‌نامه‌نویس
- لوئیس آلبرنی، بازیگر
- ماری آلدن، بازیگر
- کلیف ادواردز، بازیگر، صداپیشه و خواننده
- چارلز استیونس، بازیگر
- جیمز اندرسن، بازیگر
- ویلر اوکمن، بازیگر
- راجر ایمهوف، بازیگر

### ب
- نانا برایانت، بازیگر
- فردریک برتون، بازیگر
- تایلر بروک، بازیگر
- ویلی بست، بازیگر
- جان جی. بلایستون، بازیگر
- استنلی بلستون، بازیگر
- لایونل بلمور، بازیگر و کارگردان
- بیا بنادرت، بازیگر و صداپیشه
- بل بنت، بازیگر
- کلم بونز، بازیگر

### پ
- ادی پولو، بازیگر، بدل‌کار و نخستین کسی که با چتر نجات از برج ایفل به پائین پرید.
- ویرجینیا پیرسون، بازیگر پیشگام

### ت
- آلیس تری، بازیگر
- آلما تل، بازیگر
- رولند توترو، فیلم‌بردار
- لایل تیو، بازیگر

### ج
- گلادیس جرج، بازیگر
- سلمر جکسون، بازیگر

### چ
- جی چمبرلین، راننده مسابقات اتومبیل‌رانی

### د
- داگلاس دامبریل، بازیگر
- چزاره دانووا، بازیگر
- جو دریتا، کمدین و یکی از سه کله‌پوک
- کلودیا دل، بازیگر و شوگرل
- دان دیلاوی، بازیگر

### ر
- گیل راسل، بازیگر
- مکسی روزنبلوم، قهرمان بوکس و بازیگر

### س
- لوئیس سارجنت، بازیگر
- مادام سال-تی-وان، بازیگر

### ف
- مورگان فارلی، هوانورد
- فرانکلین فارنوم، بازیگر

### ک
- یاکیما کانوت، بازیگر، بدل‌کار و کارگردان
- نیک کراوات، بازیگر و بدل‌کار
- جک کربی، بازیگر
- کریزول، بازیگر
- تئودور کسلاف، بازیگر
- می کلارک، بازیگر
- فرد کلسی، بازیگر پیشگام
- ملویل کوپر، بازیگر
- جینو کورادو، بازیگر
- بالدوین کوک، بازیگر و کمدین

### گ
- لیتا گری، بازیگر و همسر دوم چارلی چاپلین
- لاول گیلمور، بازیگر

### ل
- سام لافکین، بازیگر
- رابرت لووری، بازیگر
- جیمز لوئیسی، بازیگر
- شلدون لویس، بازیگر
- آلیس لیک، بازیگر

### م
- فرانسیس مک‌دانلد، بازیگر
- بارتون مک‌لین، بازیگر
- جورج ملفورد، بازیگر و کارگردان
- مانتان مورلند، بازیگر
- می موری، بازیگر
- کرمیت مینارد، بازیگر

### و
- آلبرتا وان، بازیگر
- آلیس وایت، بازیگر
- رود وترواکس، مربی حیوانات
- مارتا ویکرز، بازیگر

### ه
- اولیور هاردی ، بازیگر و کمدین
- لی هارلاین، بازیگر
- کالین هیگینس، بازیگر
- لوئیس همیلتون، بازیگر، مدل، هنرمند، هوانورد
- مالون همیلتون، بازیگر
- جاناتان هیل، بازیگر